# 八重沢真美
八重沢 真美（やえざわ まみ、1962年1月26日 - ）は、日本のミュージカル女優、元バレリーナ。東京都出身。劇団四季所属。

## 略歴
バレリーナだった母親の影響で3歳からクラシックバレエを始め、高校卒業後に東京シティ・バレエ団に入団し、バレリーナとして活動していた。
1982年、劇団四季創立30周年記念オーディションに合格し、劇団四季へ移籍する。同期入団には味方隆司、芥川英司（現・鈴木壮麻）、磯津ひろみ、山口正義などがいる。
1983年、『アンデルセン物語』のマダム・ドーロ役で劇団四季での初舞台を踏む。
1984年に劇団四季で先輩だった俳優の市村正親と結婚。
結婚後も舞台出演を続けていたが、1993年に劇団四季を退団。退団後は舞台の他にもテレビドラマや映画出演などの活動を行っていた。
2003年に劇団四季へ再入団した。同年5月に市村正親と離婚。市村との間に子供はいない。

## 出演

### 舞台
- アンデルセン物語（1983年／マダム・ドーロ 役）
- キャッツ（ヴィクトリア 役）
- ウェストサイド物語（グラジェラ 役）
- コーラスライン（キャシー、シーラ 役）
- マンマ・ミーア!（2005年／ターニャ 役）
- ウィキッド（2008年／マダム・モリブル 役）
- サウンド・オブ・ミュージック（2013年／エルザ 役）
- 王様の耳はロバの耳（アブラハムハム公爵夫人 役）

括弧内の年は初出演年

### テレビドラマ
- 信濃のコロンボ事件帳 第1作（2001年11月14日、テレビ東京）
- ママまっしぐら!2（2001年12月3日 - 2002年1月25日、TBS）相沢涼子 役
- お祭り弁護士・澤田吾朗 第3作（2002年8月31日、テレビ朝日）
- 団地奥様パック旅行事件簿 第2作（2002年9月25日、テレビ東京）

### 映画
- ON AIR オンエアー（2002年）女優 役

### ラジオ
- KYOTO AIR LOUNGE （2012年2月1日、エフエム京都）[1]